# Guido Bontempi
Guido Bontempi (Gussago, Llombardia, 12 de gener de 1960) va ser un ciclista italià, que fou professional entre 1981 i 1995, durant es quals aconseguí més de 70 victòries.
Com a amateur va prendre part en els Jocs Olímpics de Moscou de 1980, on fou quart en les proves del quilòmetre contrarellotge i persecució per equips.
Excel·lent rodador i amb una bona punta de velocitat aconseguí victòries a les tres Grans Voltes: setze etapes al Giro d'Itàlia, sis al Tour de França i quatre etapes a la Volta a Espanya. També guanyà la Gant-Wevelgem de 1984 i 1986 i el Gran Premi E3 de 1988.
En retirar-se del ciclisme professional va continuar vinculat al món de la bicicleta com a director esportiu.

## Palmarès
- 1979
  - 1r al Trofeu Piva
  - 1r al Trofeu Papà Cervi
  - 1r al Giro del Valdarno
  - 1r al Gran Premi Somma
- 1980
  - 1r al Trofeu Piva
  - 1r al Trofeu Papà Cervi
  - 1r a la Copa Ciutat de Melzo
- 1981
  - Vencedor de 2 etapes de la Volta a Espanya
  - Vencedor d'una etapa del Giro d'Itàlia
  - Vencedor d'una etapa de la Ruta d'Or
- 1982
  - 1r al Giro del Friül
  - Vencedor d'una etapa del Giro d'Itàlia
  - Vencedor d'una etapa del Giro di Puglia
- 1983
  - 1r al Giro del Piemont
  - Vencedor de 2 etapes del Giro d'Itàlia
  - Vencedor de 2 etapes de la Volta al País Basc
  - Vencedor d'una etapa de la Tirrena-Adriàtica
  - Vencedor d'una etapa del Giro di Puglia
  - Vencedor d'una etapa del Giro de Sardenya
  - Vencedor d'una etapa de la Ruta d'Or
- 1984
  - 1r a la Gant-Wevelgem
  - Vencedor d'una etapa del Giro d'Itàlia
  - Vencedor d'una etapa de la Tirrena-Adriàtica
  - Vencedor d'una etapa del Giro di Puglia
  - Vencedor d'una etapa de la Ruta d'Or
- 1985
  - Vencedor d'una etapa del Giro de Trentino
  - Vencedor d'una etapa de la Volta a Dinamarca
  - Vencedor de 2 etapes de la Ruta d'Or
- 1986
  - 1r a la Gant-Wevelgem
  - 1r al Tre Valli Varesine
  - 1r a la París-Brussel·les
  - 1r a la Coppa Placci
  - 1r al Giro de la Província de Reggio de Calàbria
  - Vencedor de 5 etapes del Giro d'Itàlia i  1r de la Classificació per punts
  - Vencedor de 3 etapes del Tour de França
- 1987
  - 1r a la Coppa Bernocchi
  - 1r al Giro del Friül
  - 1r al Giro di Puglia i vencedor de 2 etapes
  - Vencedor d'una etapa del Giro d'Itàlia
- 1988
  - 1r a la Coppa Bernocchi
  - 1r al Giro del Friül
  - 1r al Gran Premi E3
  - Vencedor de 2 etapes del Giro d'Itàlia
  - Vencedor d'una etapa del Tour de França
- 1990
  - 1r al Giro di Puglia i vencedor d'una etapa
  - Vencedor d'una etapa del Tour de França
  - Vencedor d'una etapa de la Setmana Catalana
  - Vencedor de 2 etapes de la Volta a la Comunitat Valenciana
- 1991
  - 1r a la Tre Valli Varesine
  - Vencedor de 2 etapes de la Volta a Espanya
  - Vencedor d'una etapa de la Volta a Luxemburg
- 1992
  - Vencedor de 2 etapes del Giro d'Itàlia
  - Vencedor d'una etapa del Tour de França
- 1993
  - Vencedor d'una etapa del Giro d'Itàlia
  - Vencedor d'una etapa de la Volta a la Comunitat Valenciana

### Resultats al Tour de França
- 1982. Abandona (17a etapa)
- 1985. 112è de la classificació general
- 1986. 92è de la classificació general. Vencedor de 3 etapes
- 1987. 119è de la classificació general
- 1988. 106è de la classificació general. Vencedor d'una etapa. Porta el mallot groc durant una etapa
- 1989. Abandona (10a etapa)
- 1990. 122è de la classificació general. Vencedor d'una etapa
- 1991. 96è de la classificació general
- 1992. 75è de la classificació general. Vencedor d'una etapa
- 1994. 90è de la classificació general
- 1995. 89è de la classificació general

### Resultats al Giro d'Itàlia
- 1981. Abandona. Vencedor d'una etapa. Porta la maglia rosa durant una etapa
- 1982. Abandona. Vencedor d'una etapa
- 1983. Abandona. Vencedor de 2 etapes
- 1984. Abandona. Vencedor d'una etapa
- 1985. 107è de la classificació general
- 1986. 99è de la classificació general. Vencedor de 5 etapes.  1r de la Classificació per punts
- 1987. 108è de la classificació general. Vencedor d'una etapa
- 1988. 91è de la classificació general. Vencedor de 2 etapes
- 1990. 118è de la classificació general
- 1992. 40è de la classificació general. Vencedor de 2 etapes
- 1993. 60è de la classificació general. Vencedor d'una etapa
- 1994. 69è de la classificació general

### Resultats a la Volta a Espanya
- 1981. Abandona. Vencedor de 2 etapes
- 1991. 47è de la classificació general. Vencedor de 2 etapes
- 1992. 62è de la classificació general